# 에트로폴레

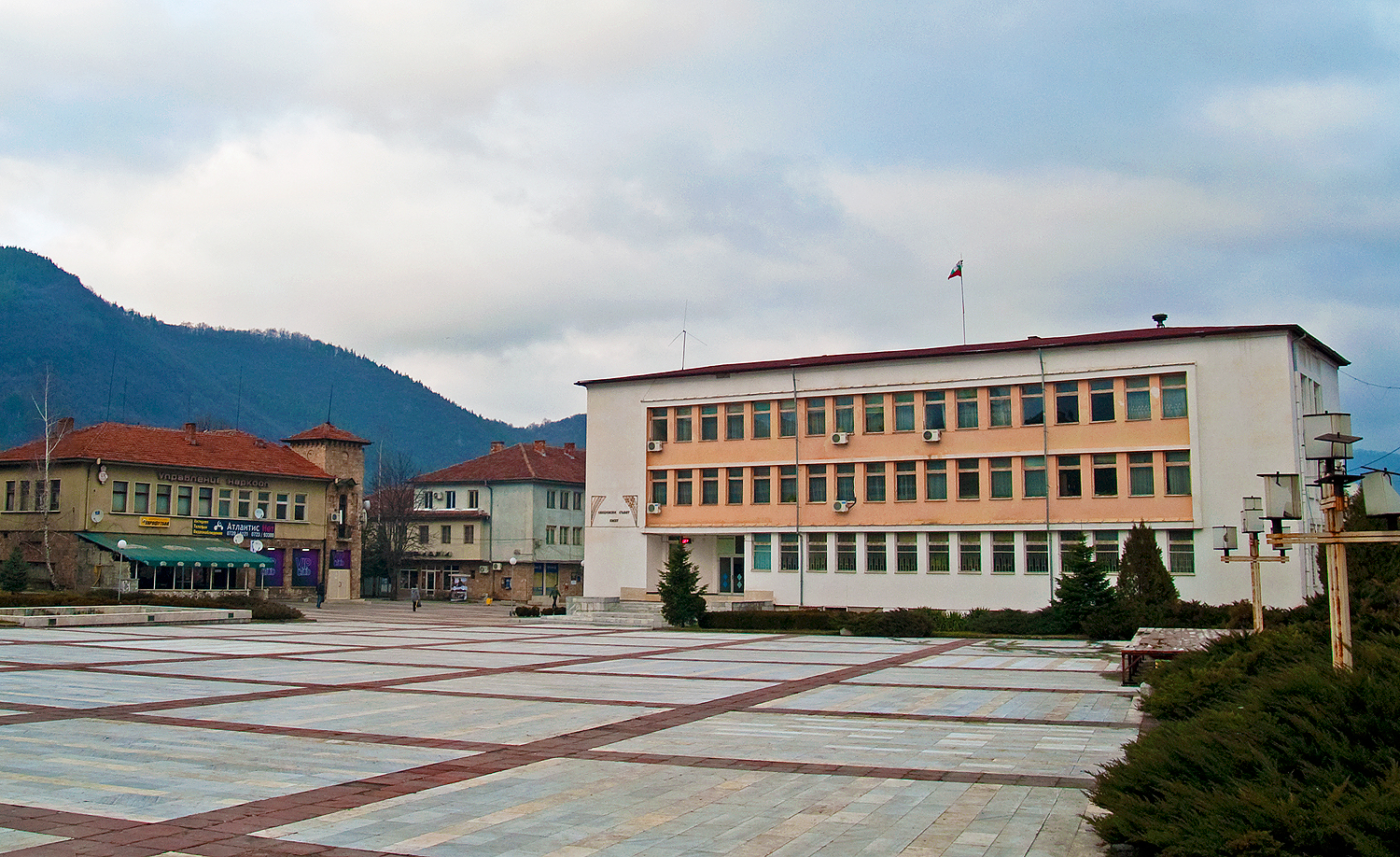
에트로폴레 시청

에트로폴레(불가리아어: Етрополе, Etropole)는 불가리아 소피아주의 도시로 높이는 670m, 인구는 8,040명(2009년 12월 기준)이다. 발칸산맥의 북쪽 기슭에 위치하며 이스커르강과 접한다. 소피아에서 북쪽으로 80km 정도 떨어진 곳에 위치한다.

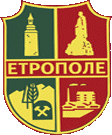
시 문장